# Чёрная борода (фильм, 2006)
«Чёрная борода» (англ. Blackbeard) — американская приключенческая историческая драма. Премьера фильма состоялась 17 июня 2006 года на канале Hallmark Channel.
Съёмки фильма проходили в Таиланде, а город-порт Нью-Провиденс был построен на кокосовой плантации. В фильме содержится множество реально существовавших имён и мест, но по существу он является вымышленной историей.

## Сюжет
Фильм описывает последние недели жизни знаменитого английского пирата XVIII века Эдварда Тича по прозвищу «Чёрная Борода».
В начале фильма Эдвард Тич поднимает бунт на пиратском корабле «Месть Королевы Анны» и, свергнув Бенджамина Хорниголда, становится новым капитаном пиратов.
«Чёрная Борода» одержим поиском сокровищ капитана Кидда. Награбленные богатства он сбывает в местном портовом городе Нью-Провиденс, находясь в тайном сговоре с продажным губернатором Эденом. За приёмной дочерью Эдена, Шарлоттой, ухаживает лейтенант Роберт Мэйнард, которому английский король поручил найти и уничтожить «Чёрную Бороду».

## В ролях
- Ангус Макфадьен — Эдвард Тич, «Чёрная Борода»
- Марк Амберс — лейтенант Роберт Мэйнард
- Ричард Чемберлен — губернатор Чарльз Эден
- Джессика Честейн — Шарлотта Ормонд
- Стейси Кич — капитан Бенджамин Хорниголд
- Рэйчел Уорд — Салли Данбар
- Энтони Грин — Израэль Хэндс
- Дэнни Мидвинтер — Элиас Рэнсом
- Билл Феллоус — доктор Питер Брюс
- Джаспер Брайтон — Уильям Ховард
- Джейк Карран — Джозеф Прескотт
- Николас Фаррелл — Тобиас Найт
- Кристофер Клайд-Грин — Черный Цезарь